# Меморијални музеј Надежде и Растка Петровића
Меморијални музеј Надежде и Растка Петровића се налази у Београду, у улици Љубомира Стојановића 25. Решењем Завода за заштиту споменика културе града Београда из 1974. године, музеј представља непокретно културно добро као споменик културе.
Меморијални музеј је смештен у породичној кући београдске сликарке Љубице Луковић-Петровић (1885-1979), сестре Надежде и Растка Петровића. Кућа је саграђена  у периоду од 1928. до 1935. године као типична кућа Професорске колоније. Непокретна имовина се састоји од куће и плаца око куће.
Богата заоставштина породице Петровић, везана за живот и рад Мите Петровића (1852—1911), књижевника и научног радника, сликарке Надежде Петровић (1873—1915) и књижевника Растка Петровића (1898—1949), коју је Љубица Луковић сакупила и поклонила Народном музеју у Београду, данас чини поставку музеја. Музеј садржи колекцију слика и скица Надежде Петровић, приватну преписку чланова породице, збирку уметничких дела и предмета који су припадали Растку Петровићу, путописне филмове, грамофонске плоче и остале предмете који омогућавају сагледавање живота и стваралаштва ових значајних личности, без којих је скорија културна прошлост Србије незамислива.
Реновиран је и поново отворени музеј 15. маја 2025; свечано га је отворио министар културе Никола Селаковић, након што музеј није радио 39 година.